# Alexandrina fraudans
Alexandrina fraudans är en insektsart som beskrevs av Otte, D. och Perez-gelabert 2009. Alexandrina fraudans ingår i släktet Alexandrina och familjen syrsor. Inga underarter finns listade i Catalogue of Life.